# Ruhrort
Ruhrort ist ein rechtsrheinischer Stadtteil von Duisburg, er wurde 1905 eingemeindet. Er liegt unmittelbar nördlich des Zusammenflusses von Rhein und Ruhr und hat 5895 Einwohner (Stand: 31. Dezember 2023). Der Stadtteil gehört zum Stadtbezirk 400 Homberg-Ruhrort-Baerl; in ihm befindet sich der größte Teil des Duisburger Hafens.

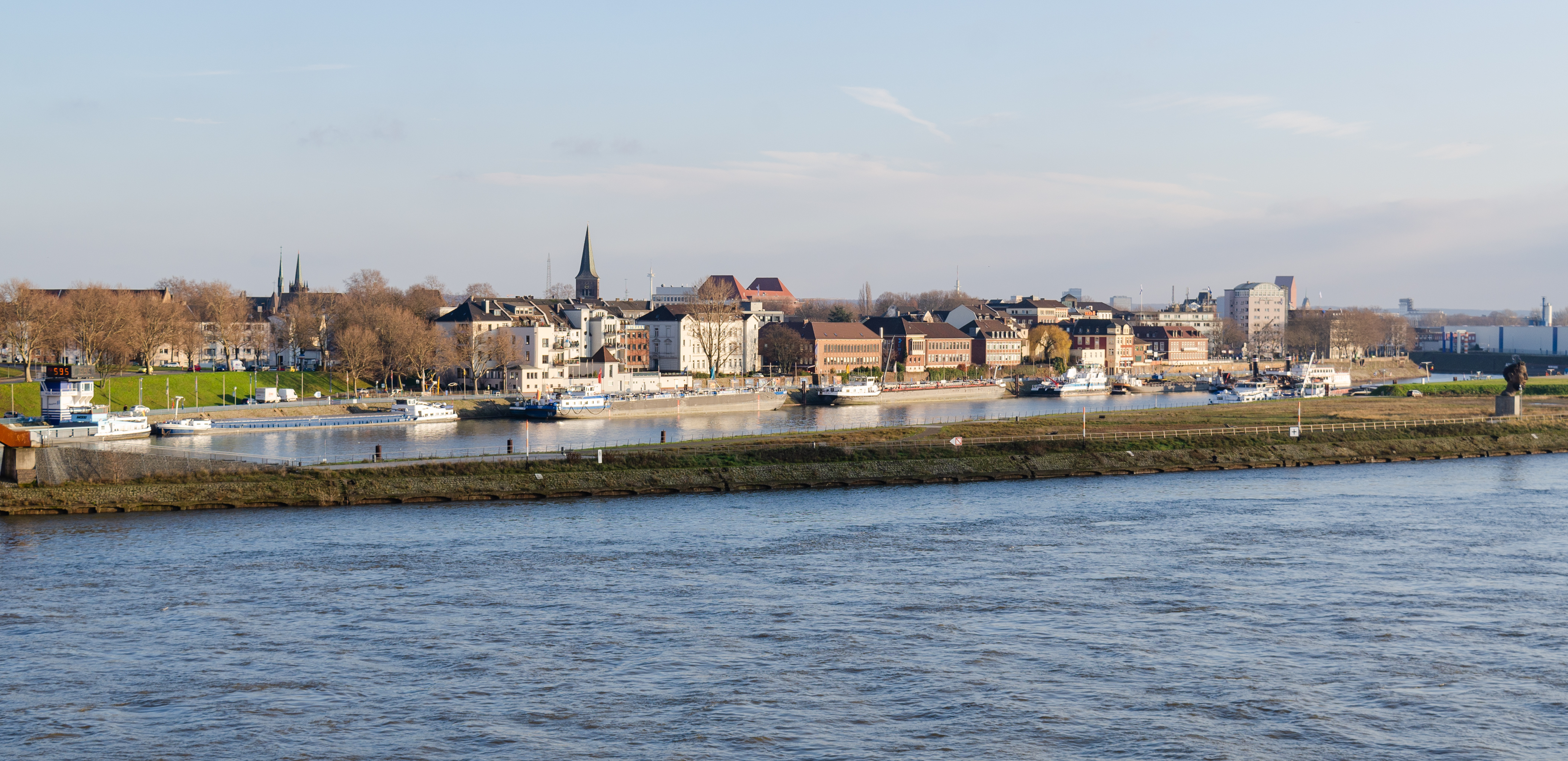
Blick von der Friedrich-Ebert-Brücke auf Ruhrort mit der Mercatorinsel im Vordergrund (2019)

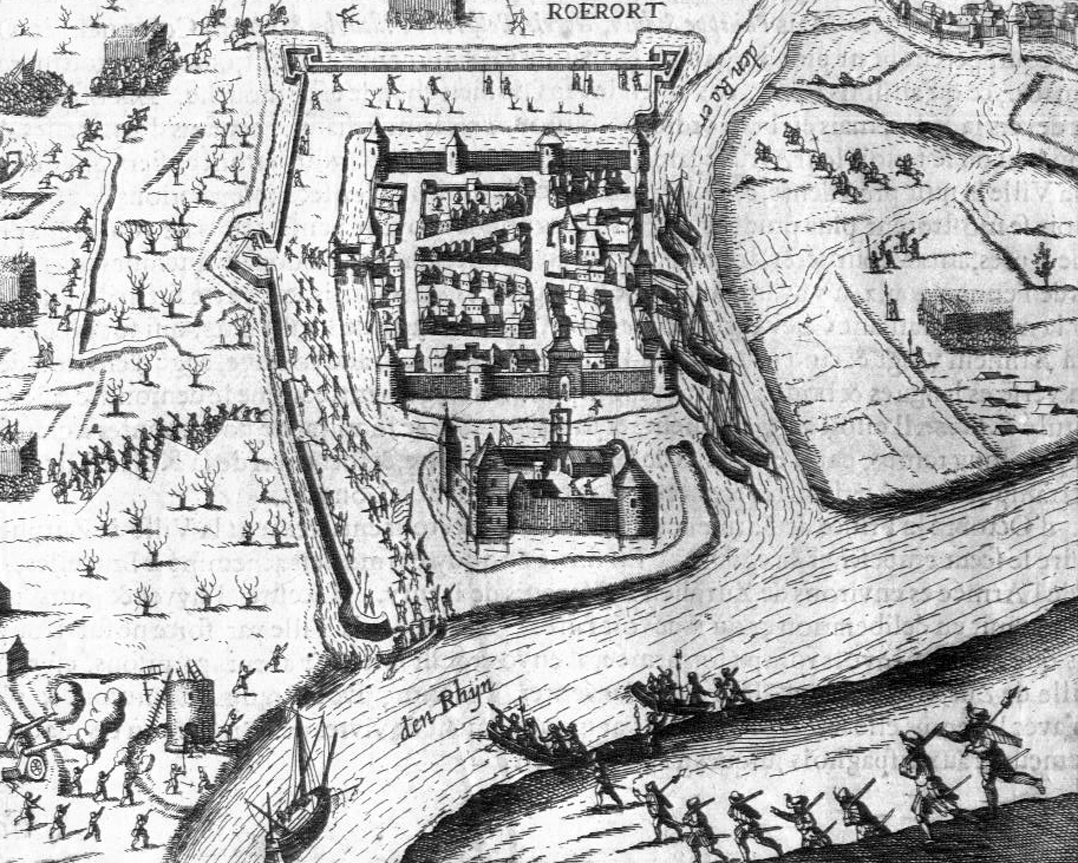
Stadt Ruhrort mit Kastell 1587

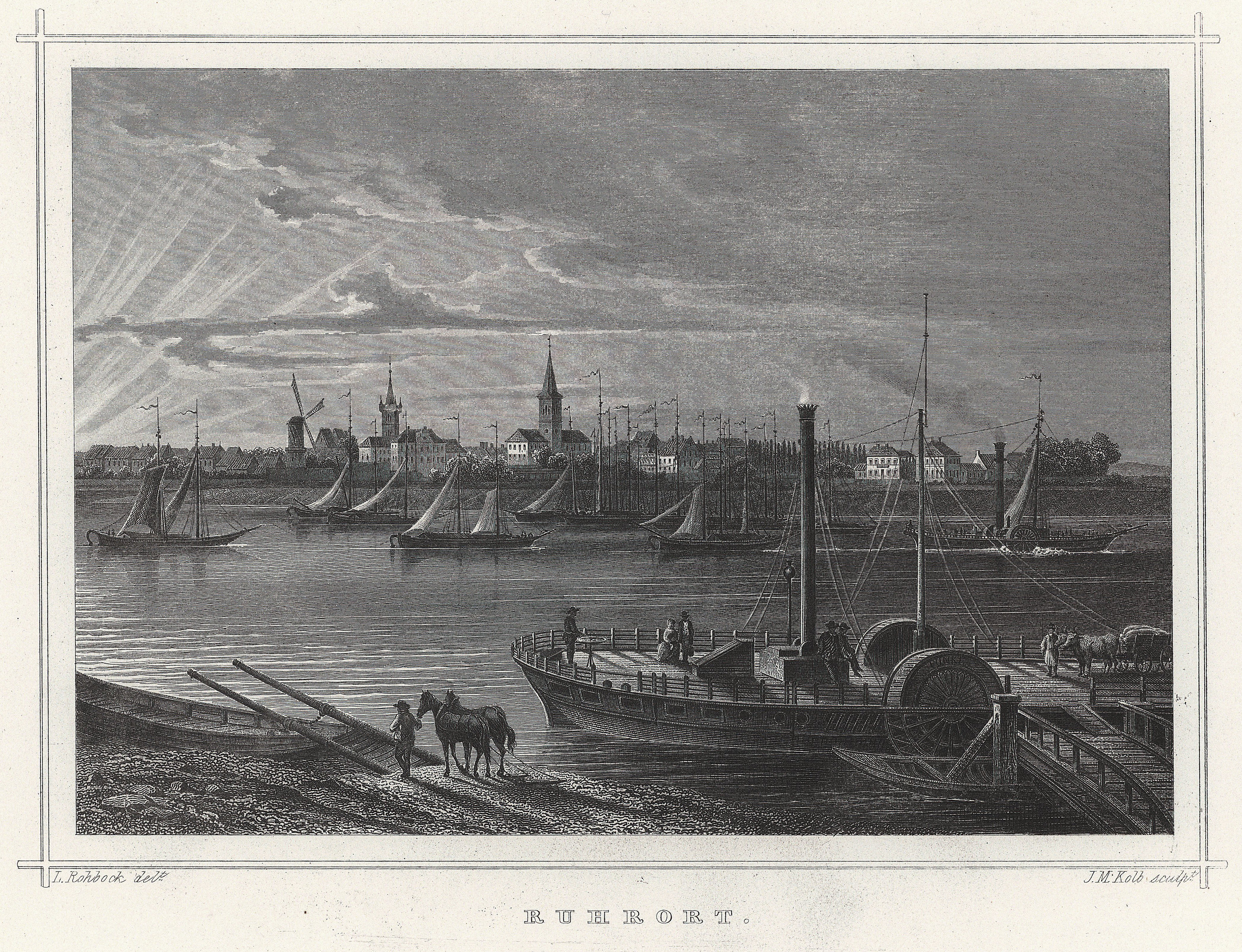
Joseph Maximilian Kolb: Blick auf Ruhrort zu Mitte des 19. Jahrhunderts

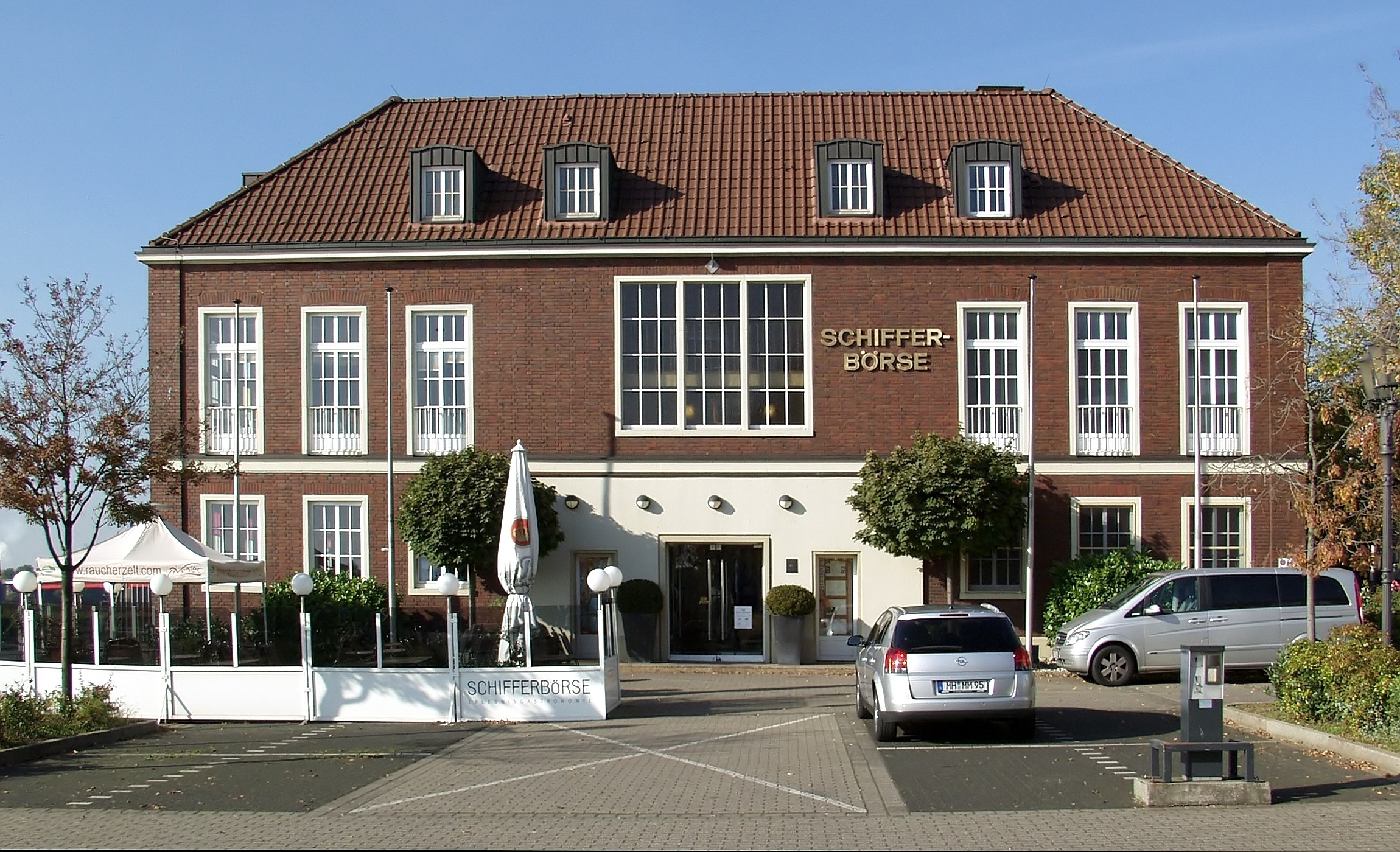
Schifferbörse

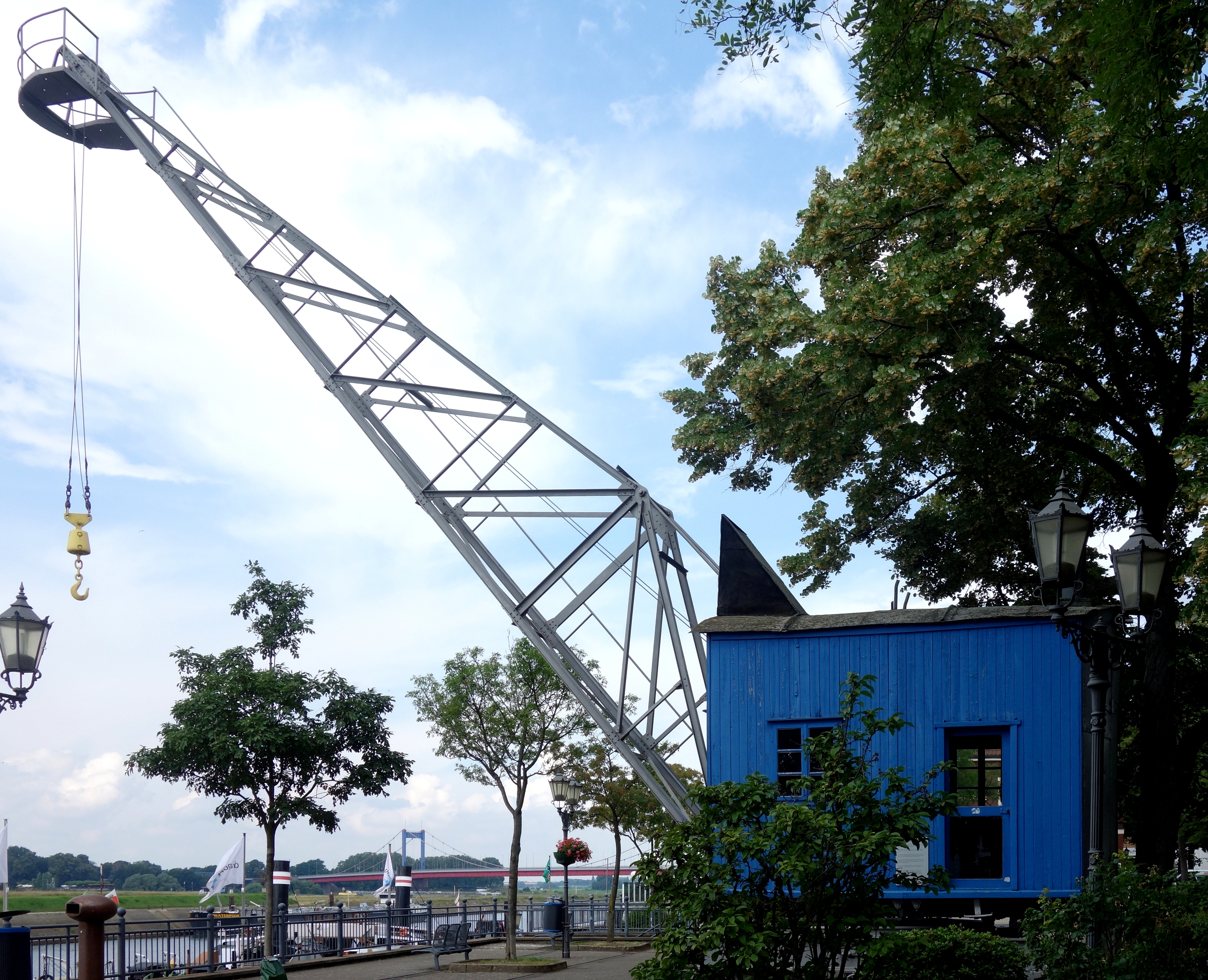
Historischer Hafendampfkran von 1897

## Namensursprung
Bereits über 100 Jahre vor Gründung Ruhrorts im Jahre 1371 wurde der nun rechtsrheinische Homberger Werth als „Ruhr-oort“ bezeichnet. Bis zum Ende des 13. Jahrhunderts machte der Rhein an der Stelle des heutigen Ruhrorts eine weite östliche Schleife, die dann durch den Rheindurchbruch von Süden nach Norden abgeschnitten wurde. Der ehemals linksrheinische Homberger Werth – späterer Standort Ruhrorts – sowie das Caßler Feld (Kaßlerfeld) waren dadurch rechtsrheinisch geworden. Höchstwahrscheinlich aus dieser Zeit stammt die Bezeichnung „Ruhr-oort“, wobei „Oort“, hochdeutsch „Ort“, Spitze bedeutet und damit die „Ruhrspitze“ als Landspitze benennt. Die aus Osten kommende Ruhr umfloss den Werth zuerst sowohl im Süden als auch im Norden, so dass er eine Insel blieb. Später verlandete der Hauptstrom der Ruhr nördlich des Werths. Über alle Gewässerverlagerungen hinweg gab es immer an der jeweiligen Ruhrmündung eine Landspitze zwischen Ruhr und Rhein, die jeweils „Ruhr-oort“ genannt wurde oder eben hochdeutsch als „Ruhrort“. Die so bezeichnete Siedlung konnte auch der eigentlichen Spitze gegenüber auf der anderen Seite der Mündung liegen.

## Geschichte
Der klevische Ort wurde 1371 auf dem ehemals links- und nach dem Rheindurchbruch rechtsrheinischen „Homberger Werth“ gegründet, auf dem die Grafen von Moers eine Rheinzollstelle errichteten. Graf Johann von Moers war zuvor von Kaiser Karl IV. am 28. April 1371 in Prag durch Urkunde dazu bevollmächtigt worden, an beliebiger Stelle in der Herrschaft Moers einen neuen Zoll zu errichten.  Auf dem Gelände der Burgfreiheit entwickelte sich rasch eine städtische Ansiedlung im Umfang der Ruhrorter Altstadt. Die Zollrechte wurden bald an die Herzöge von Kleve und die Grafen von der Mark verpfändet. Sie errichteten auch das Kasteel – damaliges Haus Ruhrort – und befestigten den Ort, wozu sie 1437 verpflichtet wurden, um Zollfreiheit für die Ruhrorter auf dem Rhein zu erlangen. Das Stadtrecht wurde ihnen aufgrund der mangelnden Befestigung vorerst verwehrt. Gegen Ende des 15. Jahrhunderts durfte die Gemeinde ihren Gottesdienst in den eigenen Mauern abhalten, was rasch zum Bau einer kleinen Kirche auf dem Ruhrorter Marktplatz führte. 1551 trat die Gemeinde geschlossen zum protestantischen Glauben über.
Seit 1551 wurde diese Siedlung als Stadt bezeichnet.
Aufgrund des Vertrages von Xanten aus dem Jahre 1614 und der darin geregelten Jülich-Klevischen Erbteilung, die in einer vorläufigen Teilung der Herzogtümer endete, gingen die Gebiete von Kleve-Mark an die Kurfürsten von Brandenburg.
1636 wurde der Befehl zum kompletten Abtragen des wehrtechnisch nutzlos gewordenen „Kasteels“ vom Kurfürsten von Brandenburg gegeben. Zwei Turmstümpfe blieben jedoch bis zur ersten Stadterweiterung 1754/1756 erhalten, wie auch die städtische Anlage bis zu diesem Zeitpunkt in ihren kleinen Dimensionen bestehen blieb. Reste des „Kasteels“ sind noch Ende des 20. Jahrhunderts in Kellern Ruhrorter Häuser entdeckt worden. In Ruhrort entstand 1665 eine Schiffergilde, deren Mitglieder sich in den rheinaufwärts gelegenen Städten als Kohlehändler betätigten.
Ruhrort kam 1701 zu Preußen. 1712 entstand die erste Schiffswerft in Ruhrort. Nach einem Beschluss des Magistrats wurde 1716 der erste angemessene Hafen angelegt. Als erstes Haus außerhalb der Ruhrorter Stadtmauer wurde 1756 das so genannte Packhaus von Jan Willem Noot gebaut was dann später das Stammhaus von der Familie Haniel wurde. In der Franzosenzeit gehörte Ruhrort zum Großherzogtum Berg und bildete 1808 eine Mairie nach französischem Vorbild im Kanton Duisburg, der zum Arrondissement Essen des Départements Rhein gehörte. Zur Mairie Ruhrort gehörte neben der eigentlichen Stadt Ruhrort auch Meiderich. 1814 zurück an Preußen gefallen, wurde aus der Mairie Ruhrort die Bürgermeisterei Ruhrort, die 1816 Teil des neuen Kreises Duisburg wurde.
1828 eröffnete Franz Haniel eine Werft für den Bau von Dampfschiffen. Dort lief 1830 das erste Rheindampfschiff vom Stapel, die Stadt Mainz. Von dieser Haniel-Werft ist noch ein Magazingebäude von 1862 erhalten.
Seit 1766 wurde der Ruhrorter Hafen durch die preußische Regierung verwaltet, die für einen zielstrebigen Ausbau der Häfen sorgte. In den Jahren 1837–1842 wurde der Schleusenhafen gebaut, der durch einen Durchstich mit dem Inselhafen verbunden war.
Die Ruhrorter Häfen wurden 1848 von der Köln-Mindener Eisenbahn-Gesellschaft durch einen Zweiganschluss nach Oberhausen angeschlossen. Bis 1850 wurde der Ruhrorter Eisenbahnhafen erbaut, an dem 1852 die Köln-Mindener Eisenbahn-Gesellschaft gemeinsam mit der Ruhrort-Crefeld-Kreis Gladbacher Eisenbahn-Gesellschaft das Trajekt Ruhrort–Homberg errichtete und damit die Verbindung über den Rhein nach Aachen über Hohenbudberg – Krefeld – Viersen – Mönchengladbach herstellte.
Die Stadt Ruhrort nahm 1857 die Rheinische Städteordnung an. Seitdem wurde zwischen der Stadtbürgermeisterei Ruhrort und der Bürgermeisterei Ruhrort-Land unterschieden, die die Gemeinde Meiderich umfasste und weiterhin von Ruhrort aus verwaltet wurde.
In den Jahren 1860 bis 1867 folgte der Bau des Nord- und Südhafens in Ruhrort.
1874 erhielt die Gemeinde Meiderich eine eigene Verwaltung und bildete seitdem die Bürgermeisterei Meiderich. Am 1. Juli 1887 wurde Ruhrort Kreisstadt. Zusammen mit Dinslaken sowie den Bürgermeistereien Beeck, Dinslaken-Land, Duisburg-Land, Gahlen, Götterswickerhamm, Meiderich und Sterkrade schied Ruhrort aus dem Kreis Mülheim an der Ruhr (ehemals Kreis Duisburg) aus und bildete den neuen Kreis Ruhrort.
1901 wurde eine Schifferbörse in Ruhrort eingerichtet. Am 1. April 1904 wurde die Bürgermeisterei Beeck nach Ruhrort eingemeindet. 18 Monate später, am 1. Oktober 1905, schieden Ruhrort und Meiderich aus dem Kreis Ruhrort aus. Sie wurden zusammen mit Duisburg zu einer Großstadt vereinigt und deren Häfen durch eine einheitliche Verwaltung zusammengeschlossen. Die Verwaltung des Kreises Ruhrort wurde nach Dinslaken verlegt und der Kreis in Kreis Dinslaken umbenannt.
1924 erbauten die Rheinischen Stahlwerke ihr Verwaltungsgebäude im monumentalen Backsteinexpressionismus, das Haus Ruhrort, im Volksmund auch „Tausendfensterhaus“ genannt.

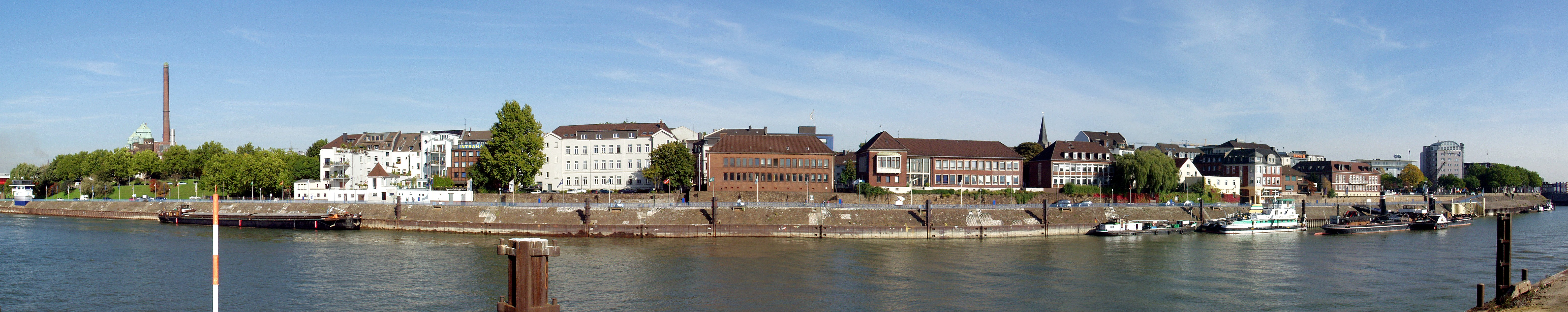
Blick über den Vinckekanal auf das Ruhrort-Panorama

## Verkehr

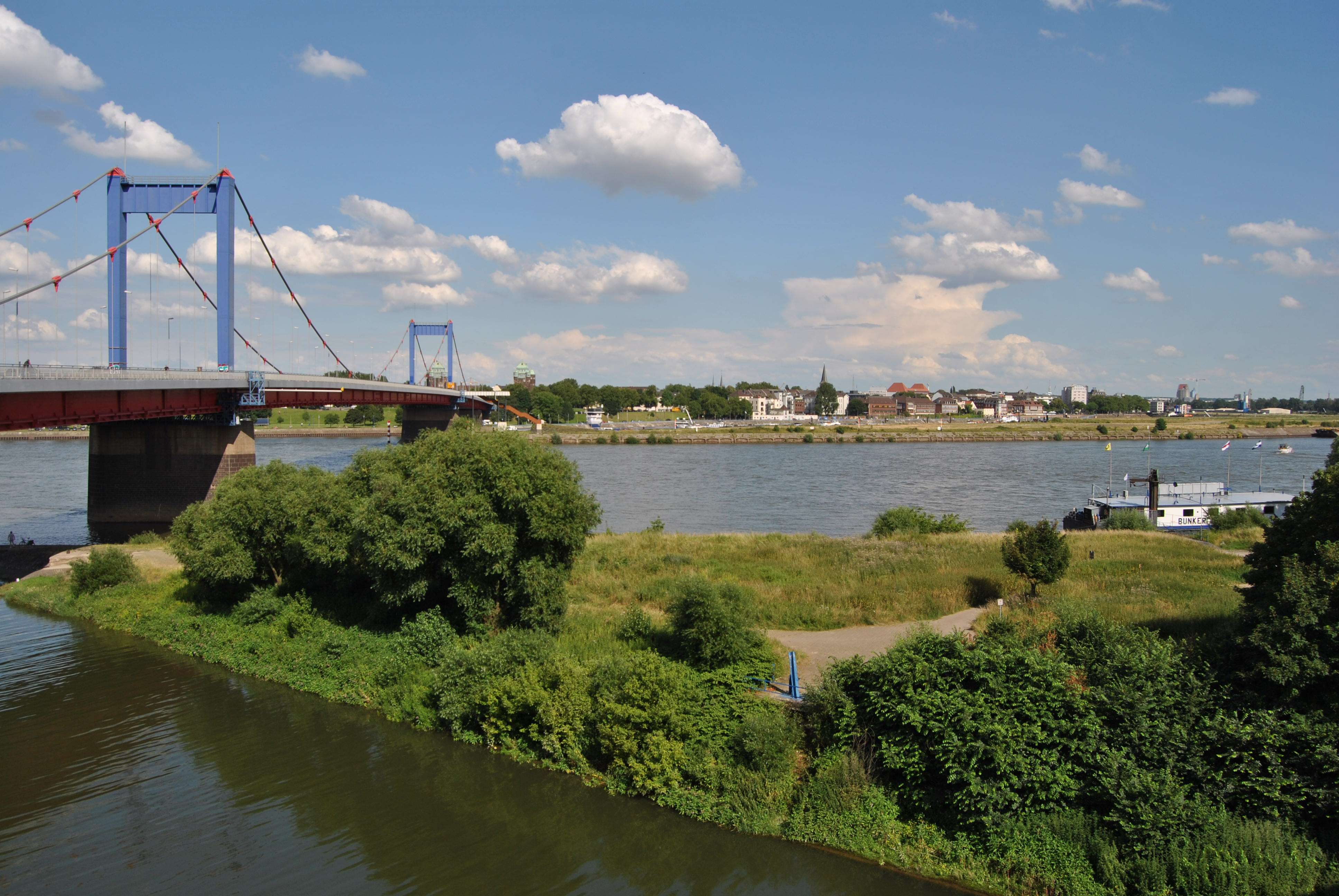
Friedrich-Ebert-Brücke mit Ruhrort im Hintergrund

Durch Ruhrort verläuft die Straßenbahnlinie 901 (Mülheim-Duisburg-Obermarxloh). Sie wird von der Duisburger Verkehrsgesellschaft betrieben. Der Bahnhof Duisburg-Ruhrort ist heute Endstation der Strecke aus Oberhausen Hauptbahnhof über Meiderich. Die Regionalbahn RB 36 Ruhrort-Bahn wird von der NordWestBahn betrieben. Sie übernahm am 12. Dezember 2010 den Verkehr nach einer Ausschreibung des Niers-Rhein-Emschernetzes von der Prignitzer Eisenbahn. Die NWB setzt hier Dieseltriebwagen vom Typ LINT 41 ein. Die Durchschnittsgeschwindigkeit beträgt 45 km/h. Die Ruhrort-Bahn verkehrt wochentags im 30-Minuten-Takt, an Wochenenden alle 60 Minuten, und gehört zum VRR.
Die Friedrich-Ebert-Brücke überquert den Rhein zum Stadtteil Alt-Homberg.

## Kirchen

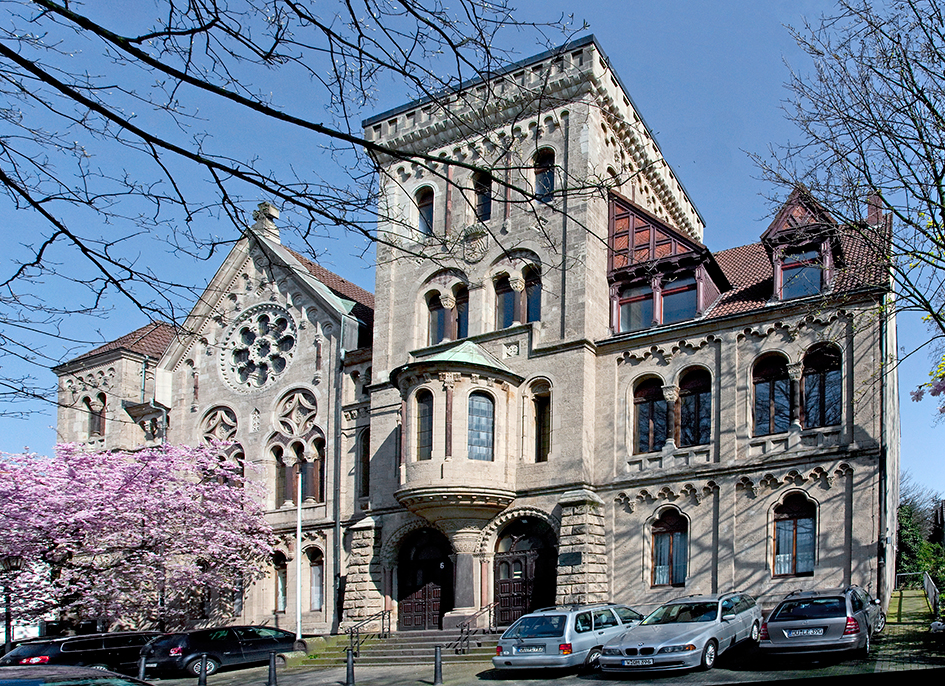
Ev. Gemeindehaus in der Ruhrorter Dr.-Hammacher-Straße 6

Die Kirchengemeinde, die 1489 von Halen (linksrheinisch) bei Hornberg abgepfarrt worden war, besaß eine dem hl. Jakobus geweihte Kirche aus dem 14. Jahrhundert, 1551 wurde sie protestantisch. Die Jakobuskirche war seither die evangelische Kirche der ehemals eigenständigen Stadt Ruhrort. Sie wurde in den 1840er Jahren neu errichtet. Im September 1990 wurde der Beschluss gefasst, das baufällig gewordene Kirchenschiff abzureißen. Dieser Plan wurde bis 1991 umgesetzt. Im Zuge von Renovierungsarbeiten um diese Zeit erhielt der erhaltene und weiter denkmalgeschützte klassizistische Turm seinen Spitzhelm wieder.
Für die wenigen Katholiken der Altstadt wurde im Jahre 1785 eine Kapelle geweiht. Nach der Pfarrerhebung 1845 ging man 1847 an den Bau der Pfarrkirche St. Maximilian an der Fabrikstraße.
Zwischen den Jahren 1898 und 1904 entstanden in Duisburg und Ruhrort vier niederländischsprachige Gemeinden, von denen zwei streng calvinistisch und zwei gemäßigt ausgerichtet waren. Von 1902 bis 1903 errichtete Karl Siebold den Betsaal in der Dr.-Hammacher-Straße. In jener Zeit siedelten sich am Niederrhein und auch in Ruhrort Arbeit suchende Niederländer an. Das Gebäude gehört seit 2008 einem Architekten. Seit Mai 2013 wird es in der Themenroute 26 – Sakralbauten der Route der Industriekultur aufgeführt. Hier hatte auch die Nederlandse Kerk aan de Ruhr ihren Sitz. Sie richtet sich primär an Binnenschiffer und feiert ihre Gottesdienste heute im nördlich angrenzenden Stadtteil Laar.

## Kultur und Bildung
Seit dem Jahr 1860 bietet der Ruhrorter Turnverein Möglichkeiten zahlreiche Sportarten zu erlernen und auszuüben.
1974 erfolgte die Eröffnung des Museums der Deutschen Binnenschifffahrt. Es erinnert an die lange Schifffahrtstradition Ruhrorts. In den 1990er Jahren wurde es in das alte Hallenbad im Ortsteil Laar umgesiedelt, da das alte Gebäude den Flächenanforderungen nicht mehr gewachsen war. Das dazu gehörige Museumsschiff Oscar Huber verblieb im Ruhrorter Hafen. Außerdem befindet sich ein privat betriebenes Radiomuseum in Ruhrort. Das Haniel Museum zeigt u. a. die Geschichte der Binnenschifffahrt und der Reederei Haniel.
2001 gestaltete der Kölner Künstler Thomas Baumgärtel in Zusammenarbeit mit dem Malermeister Dieter Siegel-Pieper die Fassade des Hauses Karlstr. 28 in Duisburg-Ruhrort, allgemein als „Bananenhaus“ bekannt.
Die Aletta-Haniel-Gesamtschule (ehemals Gesamtschule Ruhrort) ist die einzige weiterführende Schule im Stadtteil. Sie bietet alle Abschlüsse bis zum Abitur an. In Ruhrort hat außerdem eine Zweigstelle der Stadtbibliothek Duisburg ihren Sitz.
Ruhrort ist Bestandteil der Route der Industriekultur – Duisburg: Stadt und Hafen.

## Persönlichkeiten

### Söhne und Töchter des Ortes
- Franz Haniel (1779–1868), Unternehmer
- Hermann Adam von Kamp (1796–1867), Lehrer, Heimatkundler und Schriftsteller
- Hugo Haniel (1810–1893), Unternehmer
- Carl Haniel (1811–1861), Unternehmer
- Ludwig Haniel (1817–1889), Unternehmer
- Adolf Krummacher (1824–1884), evangelischer Theologe und Dichter von Kirchenliedern
- Eberhard von Nerée (1840–1907), preußischer Generalmajor
- Friederike Kronau (1841–1918), Schauspielerin
- Franz Haniel junior (1842–1916), Unternehmer, Industrieller, Politiker und Mitglied des Preußischen Herrenhauses
- Friedrich Albin Hoffmann (1843–1924), Anatom und Internist
- Carl Lehnkering (1851–1906), Binnenschifffahrtsunternehmer
- Hubert Claus (1854–1907), Eisenhüttenmann
- Walter de Gruyter (1862–1923), Kaufmann und Verleger
- August Kraus (1868–1934), Bildhauer
- Ludwig Tübben (1869–1946), Bergbaufachmann
- Tony Werntgen (1875–1954), Pionierin der Luftfahrt
- Amalie Weidner-Steinhaus (1876–1963), Heimatdichterin
- Joseph Stoffels (1879–1923), Weihbischof in Köln
- Paul Gerhardt (1881–1953), Offizier, u. a. Generalleutnant der Wehrmacht
- Eugen Lüthgen (1882–1946), Kunsthistoriker
- Eugen Ferdinand Hoffmann (1885–1971), Schriftsteller
- Adolf Uzarski (1885–1970), Schriftsteller, Maler und Grafiker
- Friedhelm Haniel (1888–1938), Landschaftsmaler der Düsseldorfer Schule, Reeder, Kunstsammler und Mäzen
- Otto Heyer (1890–1945), Berghauptmann des Oberbergamtes Bonn
- Johanna Niederhellmann (1891–1956), Widerstandskämpferin gegen den Nationalsozialismus
- Cläre Prem, alias Hanna Mann (1899–1988), Schriftstellerin und Mundartdichterin

### Personen, die mit dem Ort verbunden sind
- Bernhard Kaewel (1862–1917), letzter Bürgermeister von Ruhrort
- Paul Gerhardt (1847–1923), Wasserbauingenieur und Baubeamter
- Ernst Paul Jacobs (1918–2006), Politiker und Verbandsfunktionär
- Barbara Köhler (1959–2021), Lyrikerin und Übersetzerin

## Ehrenbürger
- Otto von Bismarck

## Bildergalerie

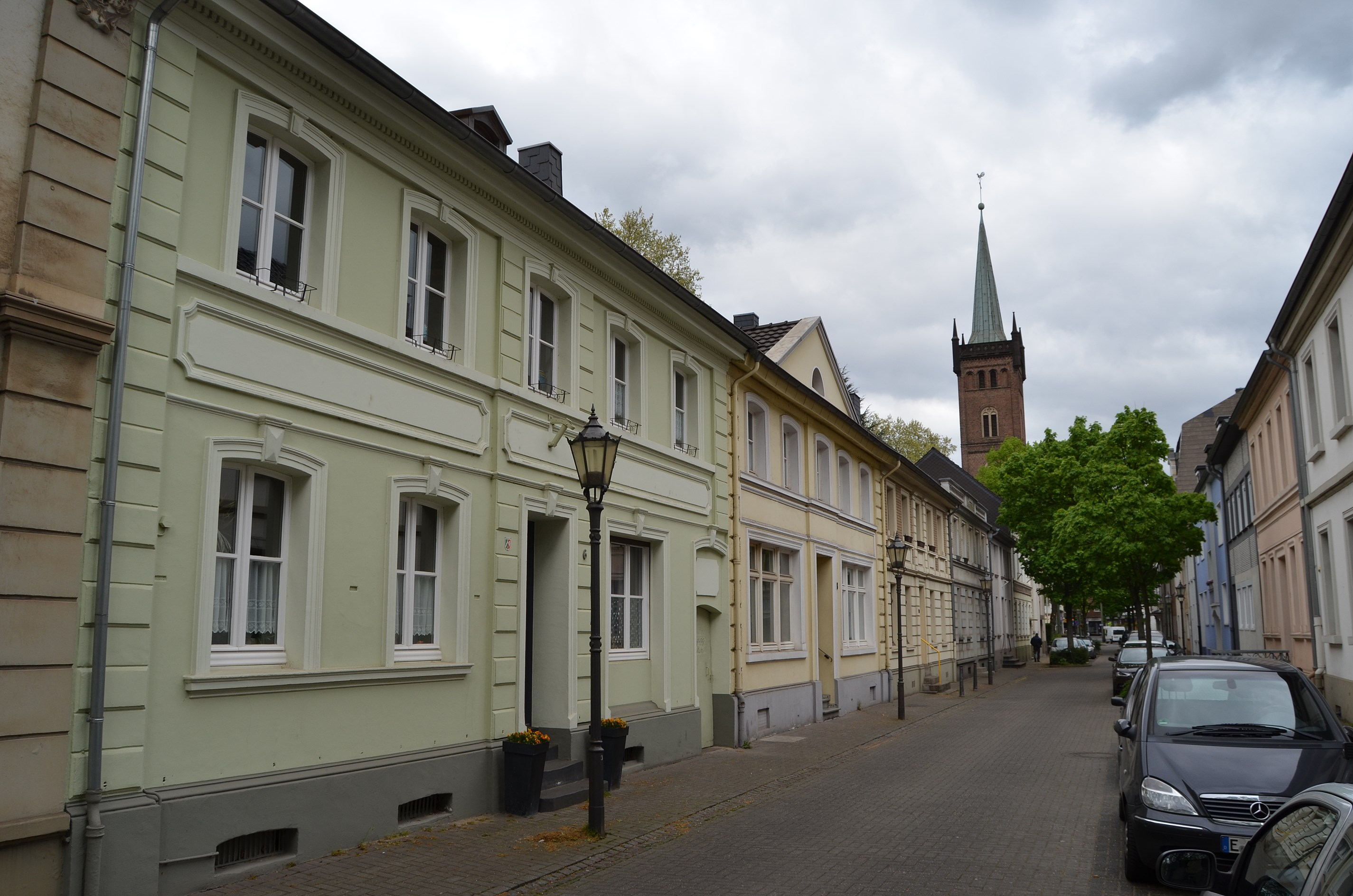
Denkmalgeschützte Fabrikstraße in Ruhrort; im Hintergrund St. Maximilian
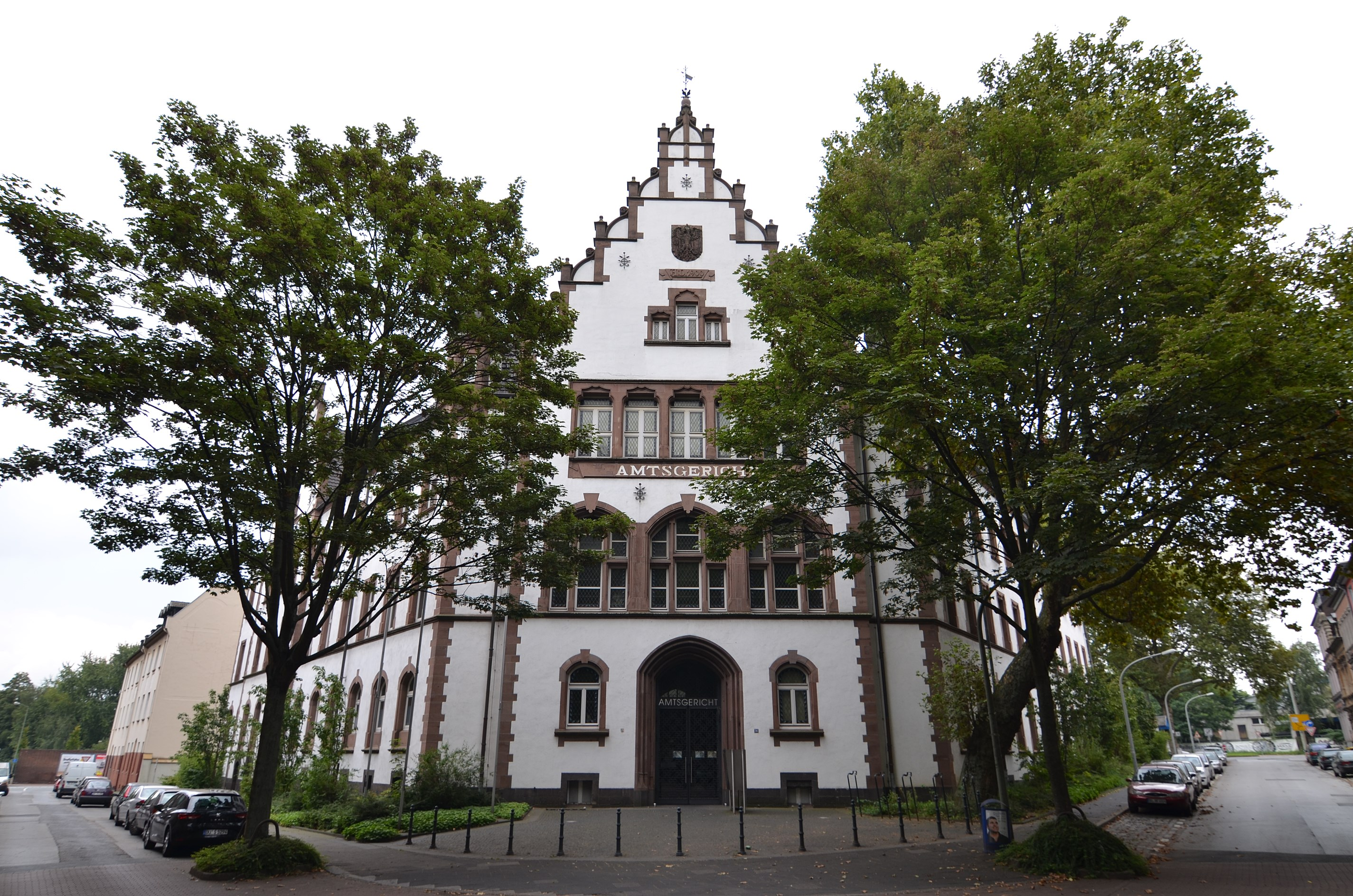
Amtsgericht Ruhrort
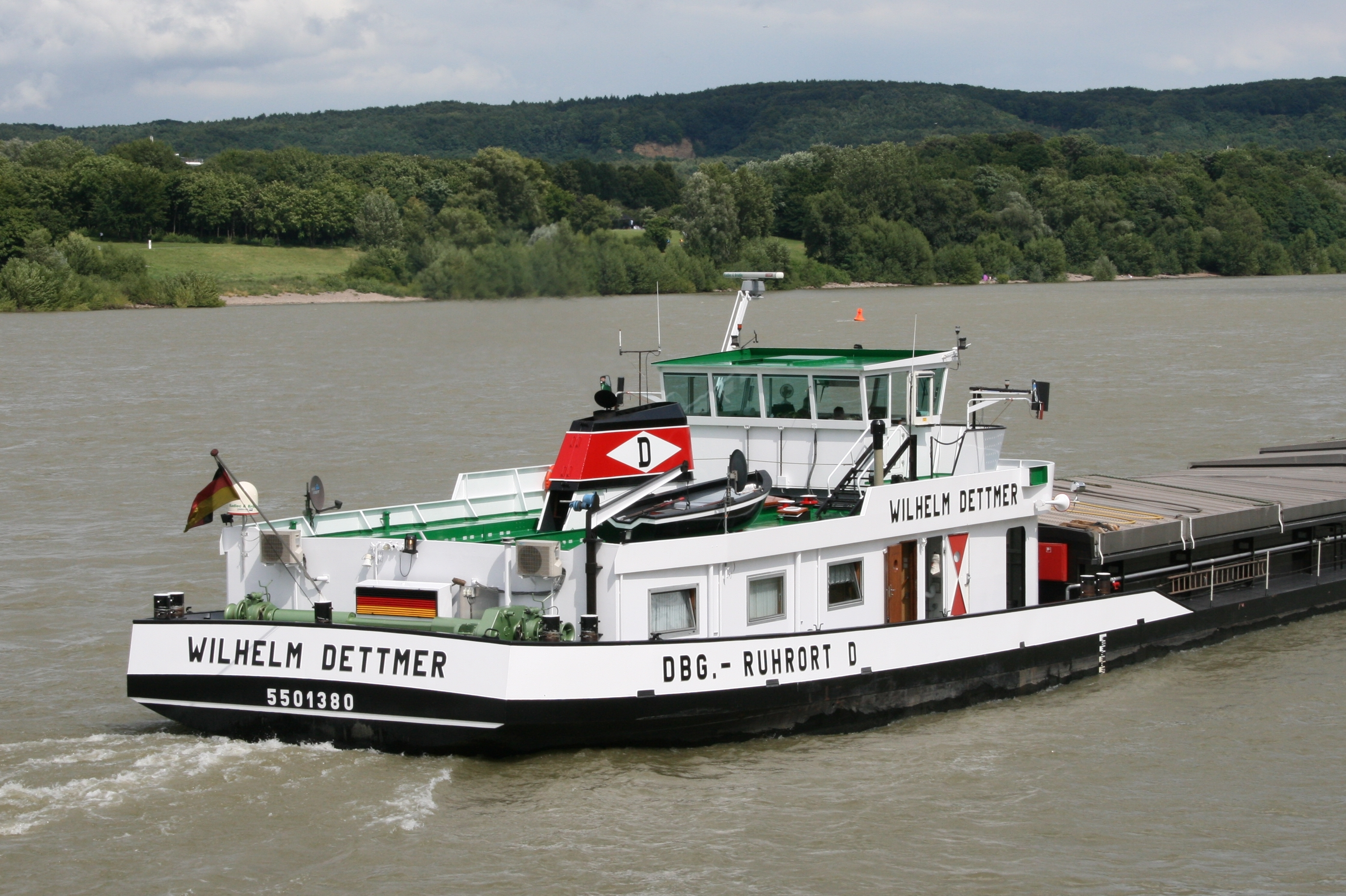
Aus den Ruhrorter Häfen auf allen Binnenschifffahrtsstraßen unterwegs
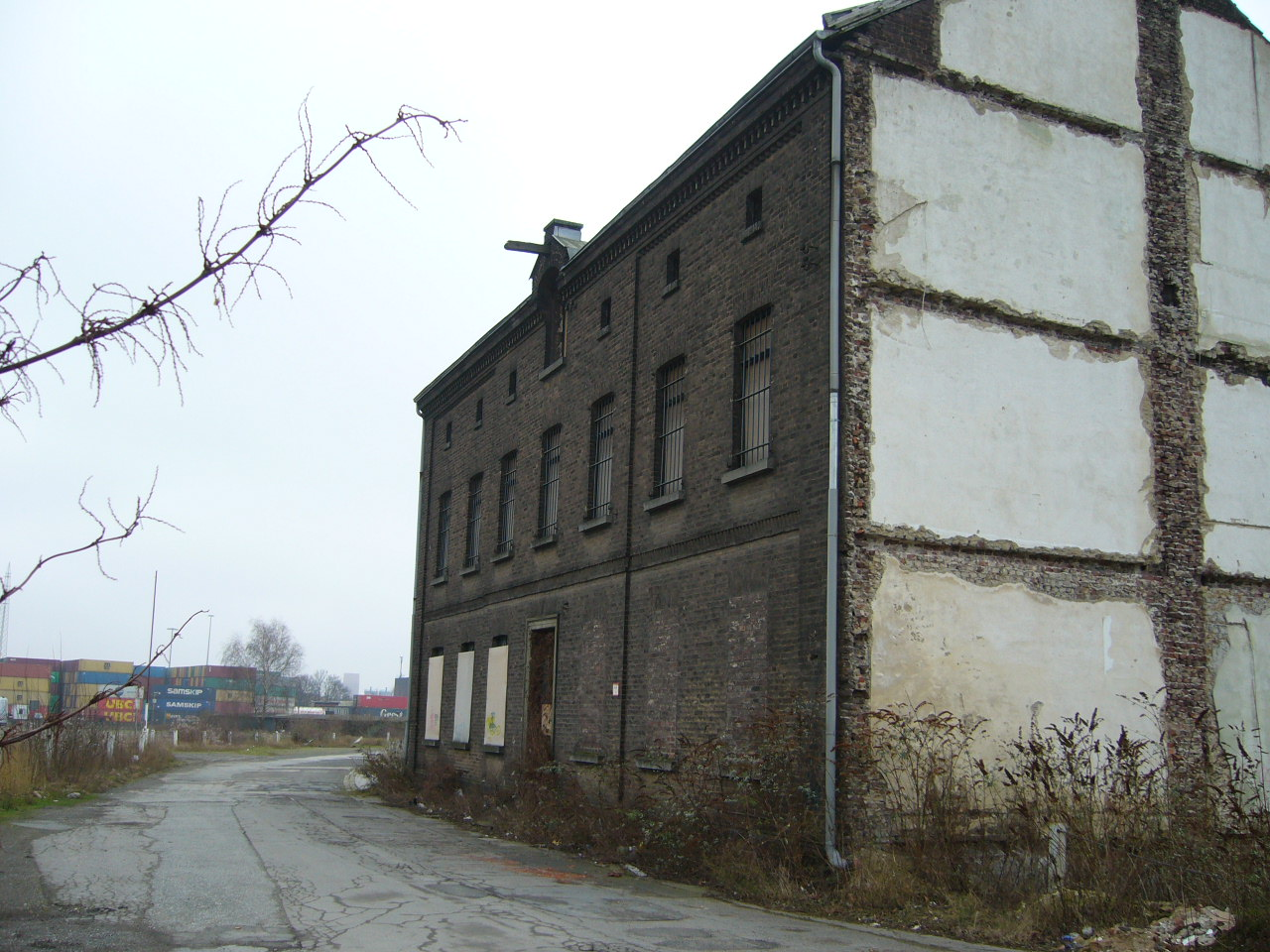
Das Haniel-Magazin von 1862
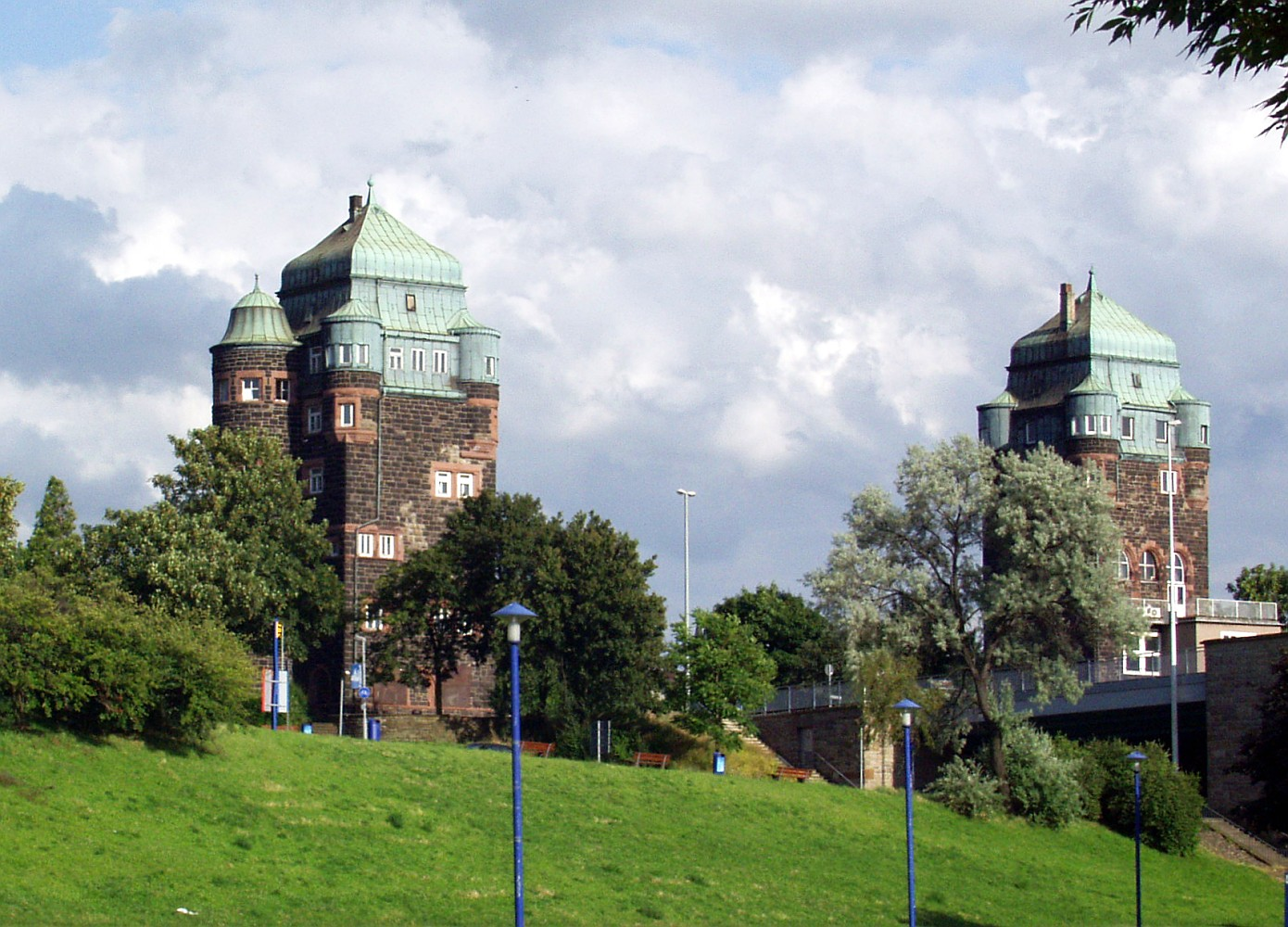
Brückentürme der Friedrich-Ebert-Brücke
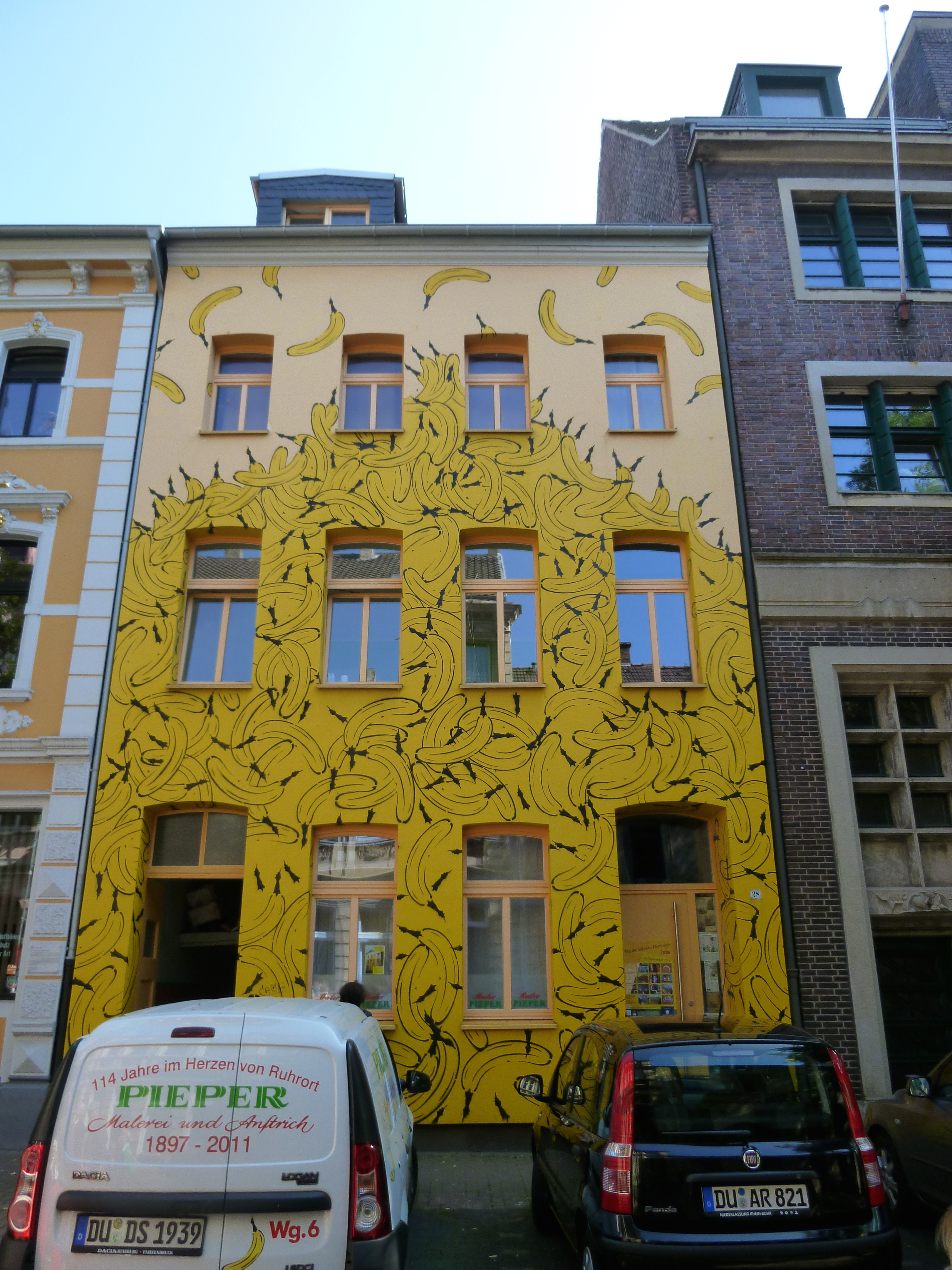
Bananenhaus an der Karlstraße 28
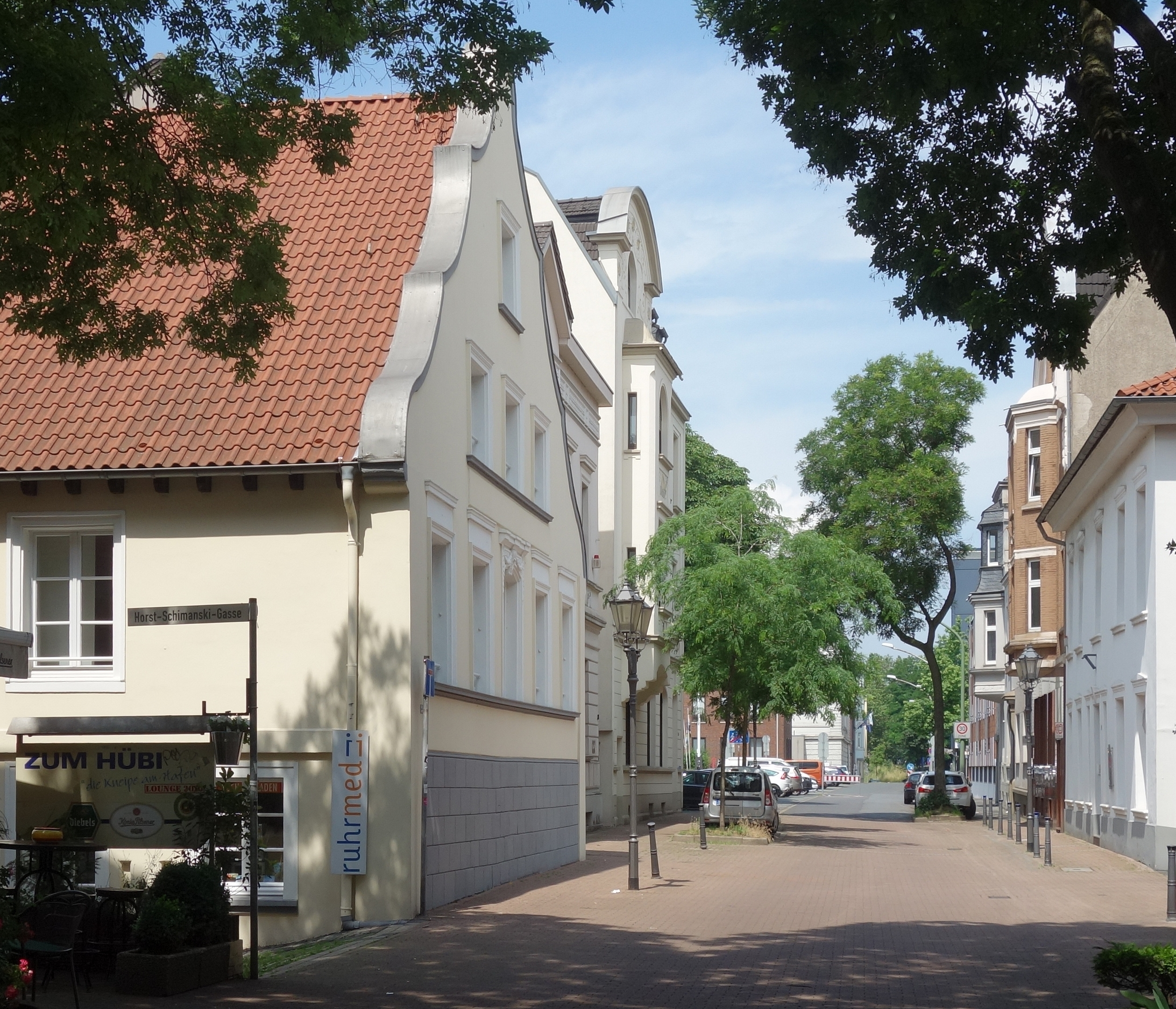
Dammstraße, vorn links Schweifgiebelhaus von 1787
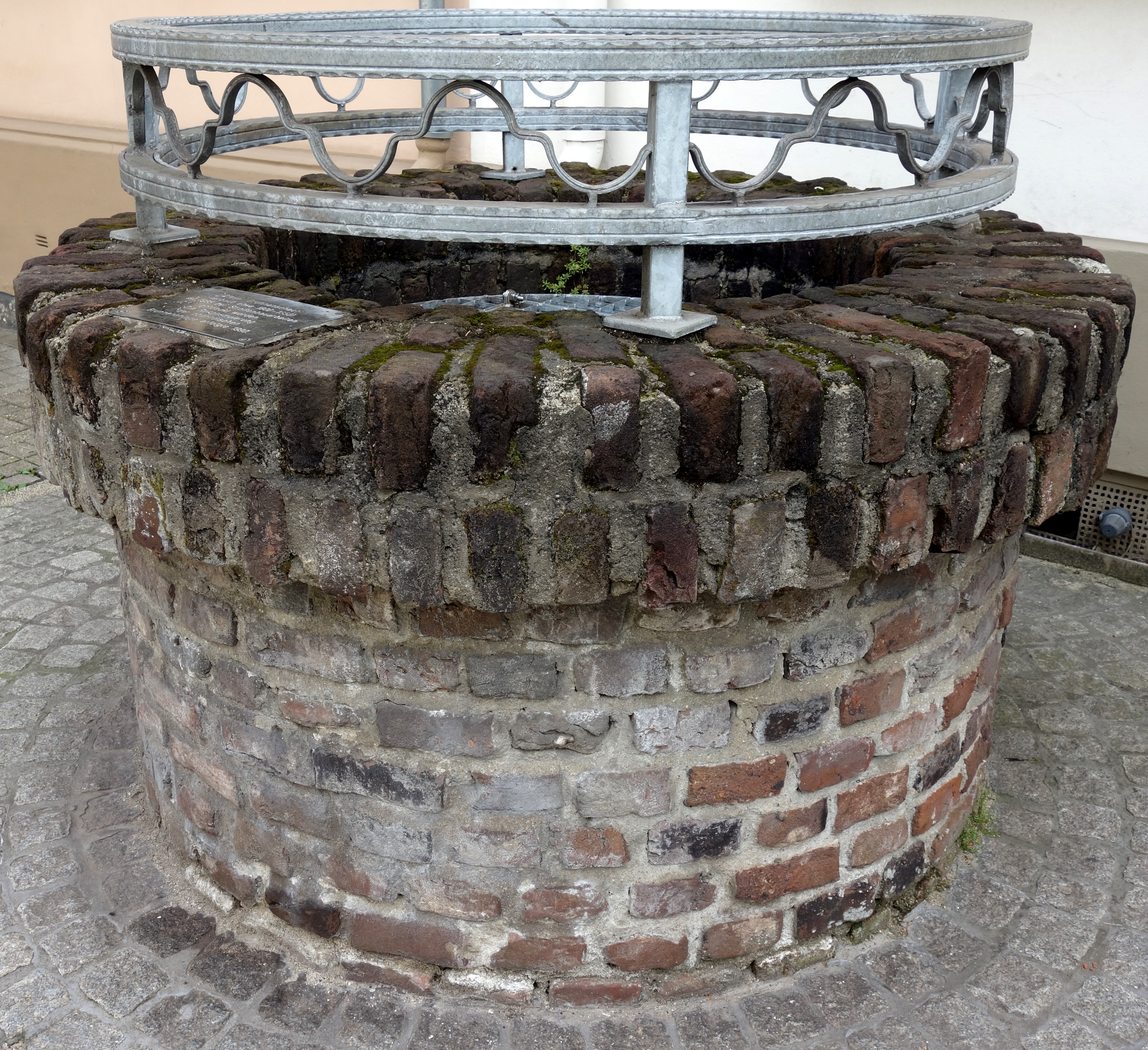
Brunnenschacht in der Fabrikstraße, Anfang bis Mitte 19. Jahrhundert
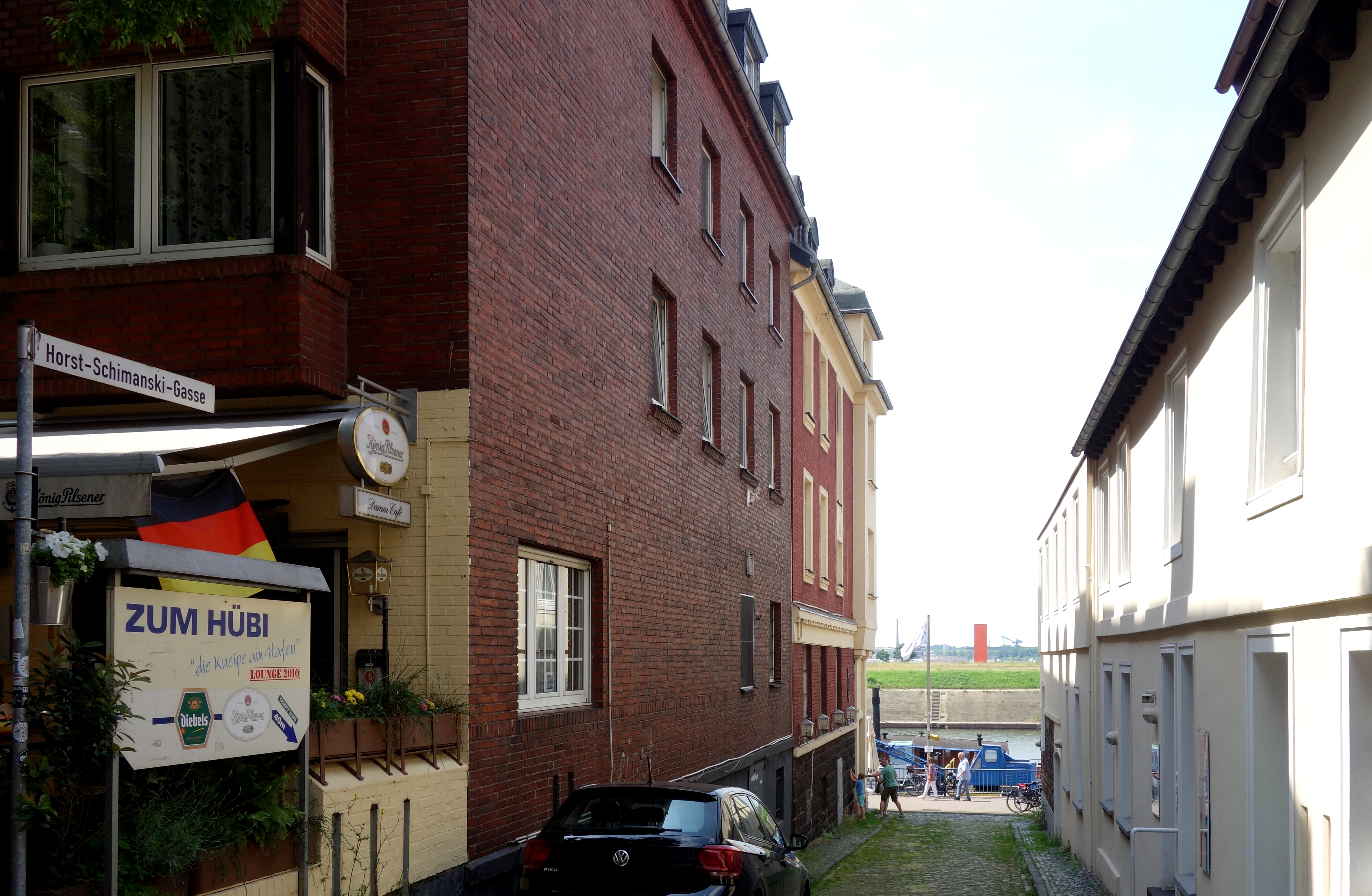
Horst-Schimanski-Gasse
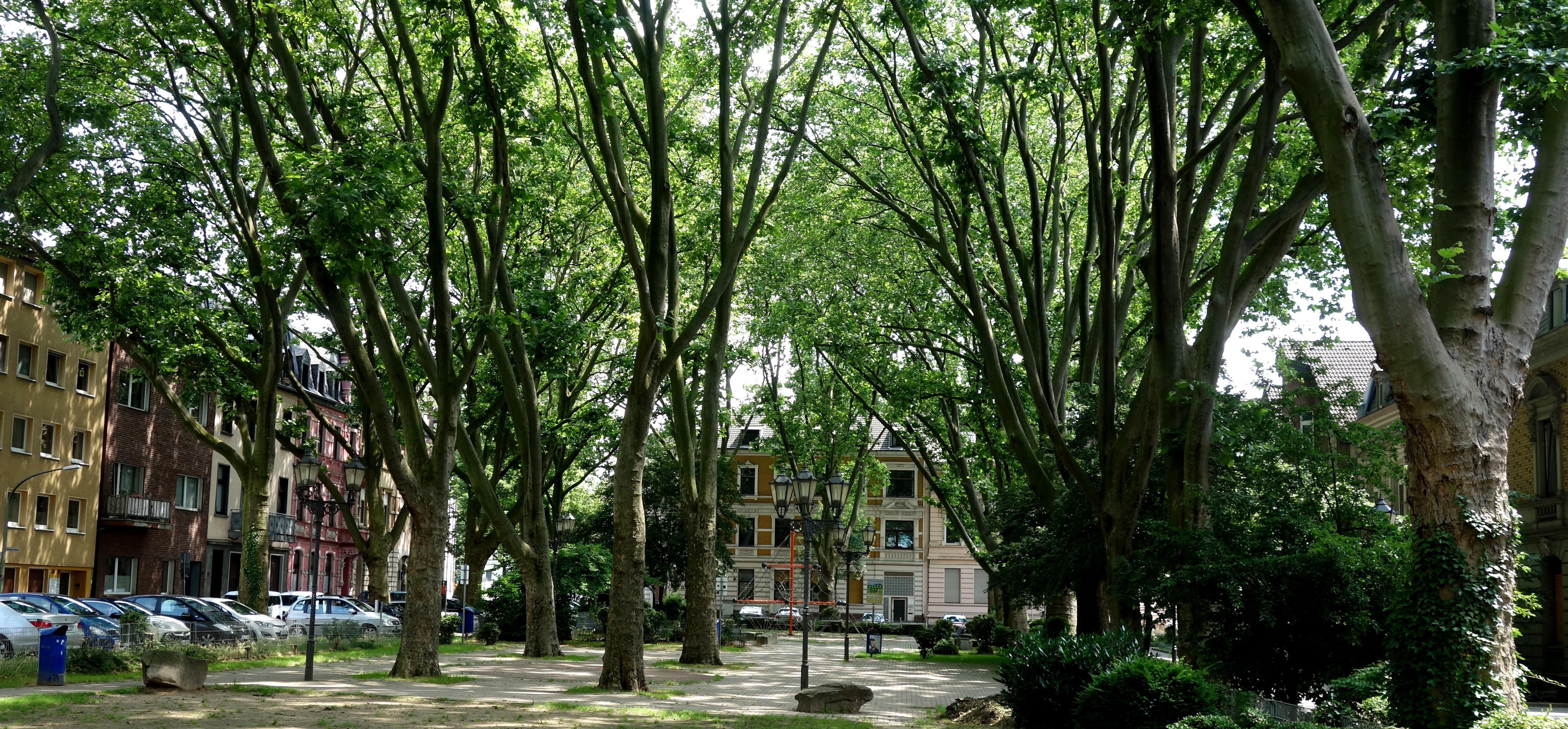
Karlsplatz, entstanden Mitte bis Ende des 19. Jahrhunderts
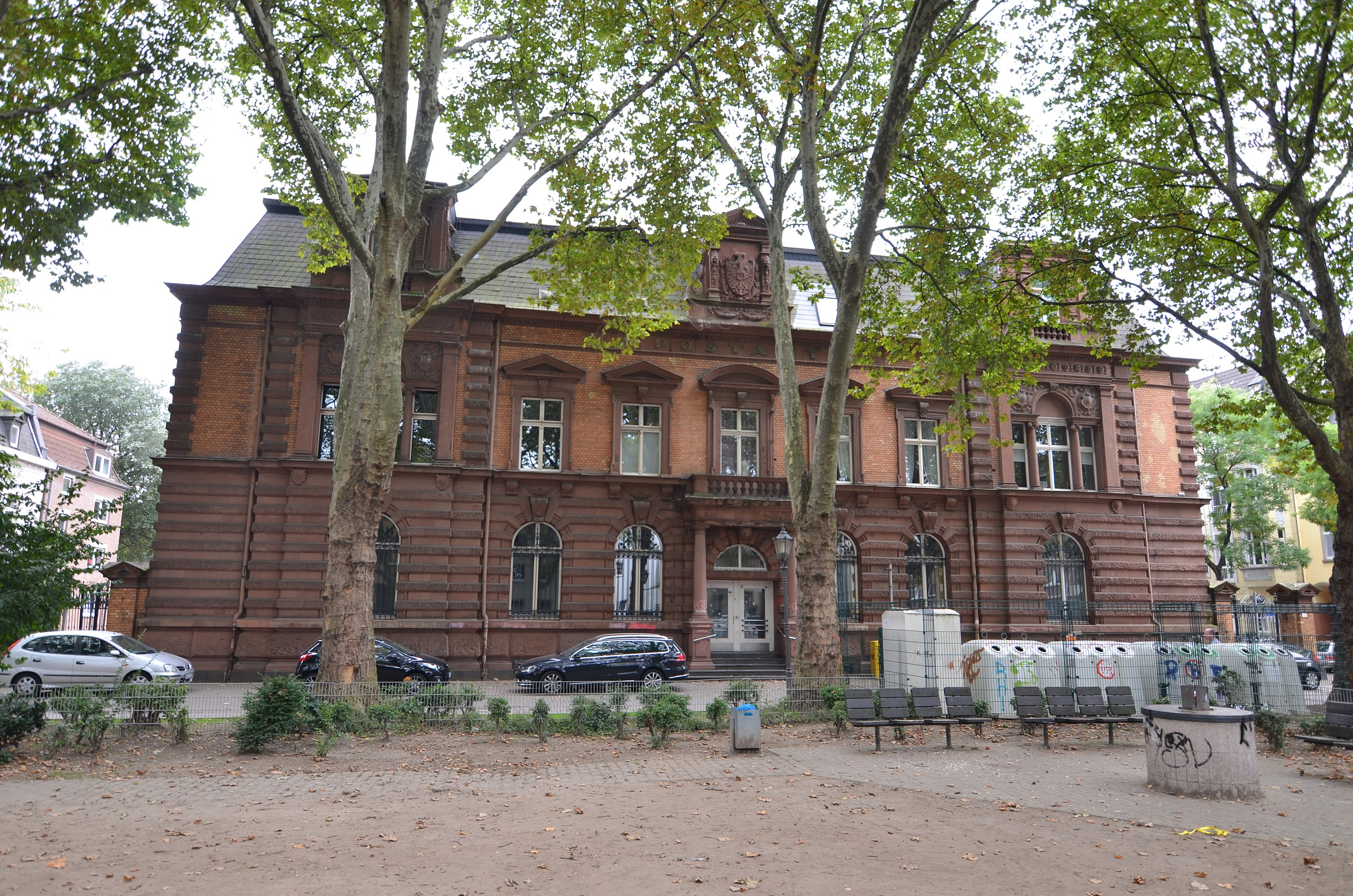
Ehemaliges Postamt (Ruhrort) von 1881
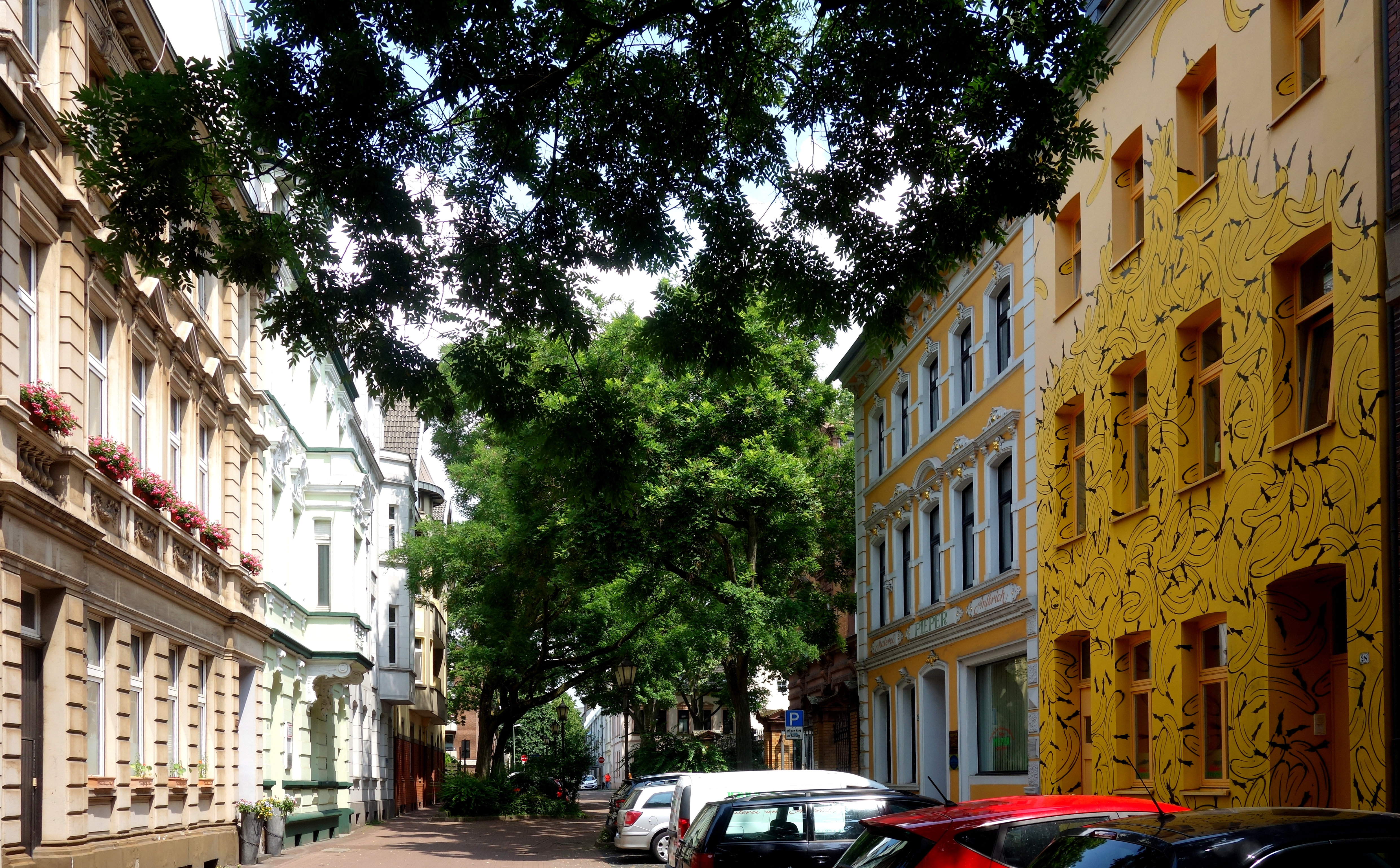
Karlstraße
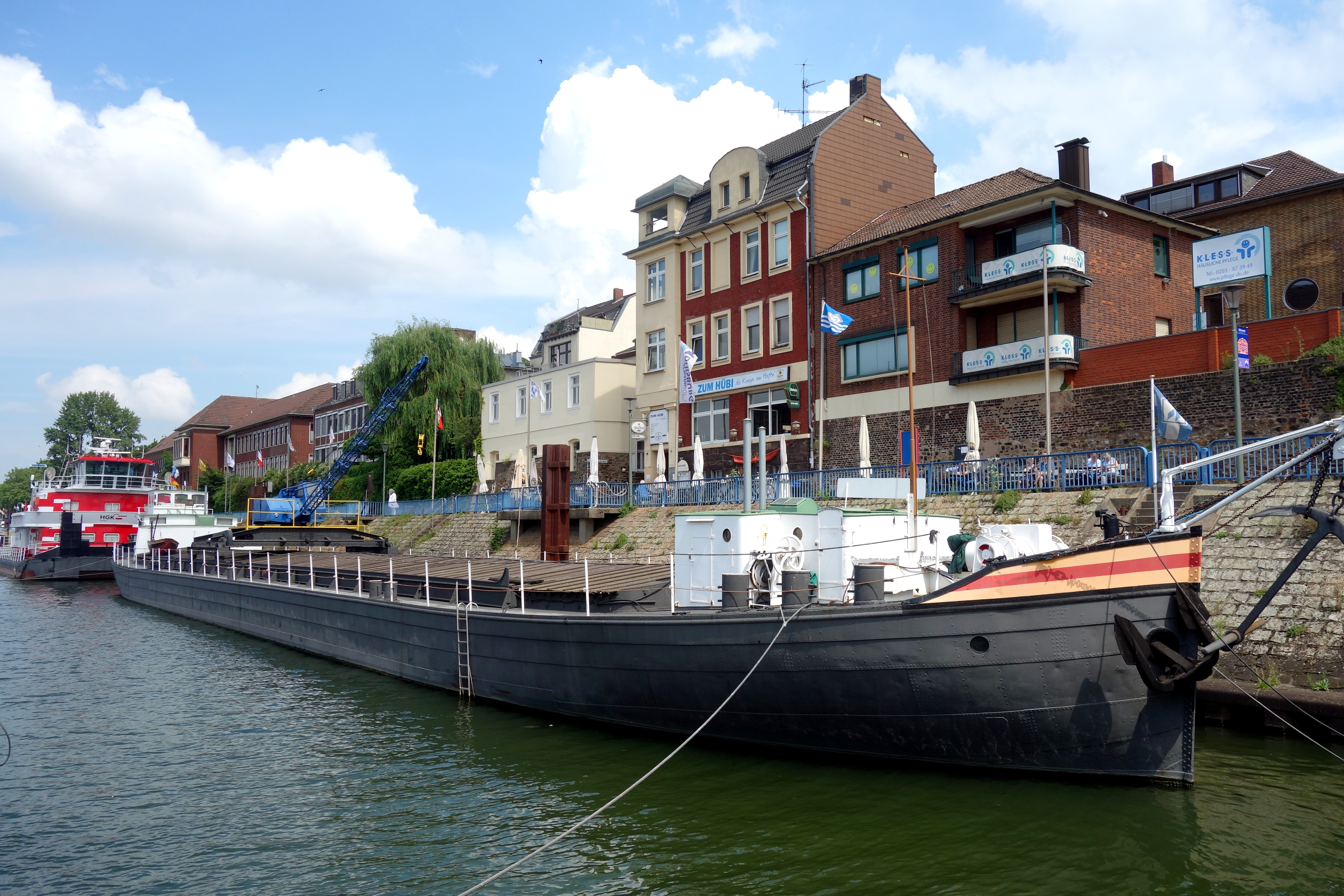
Teil des Leinpfades
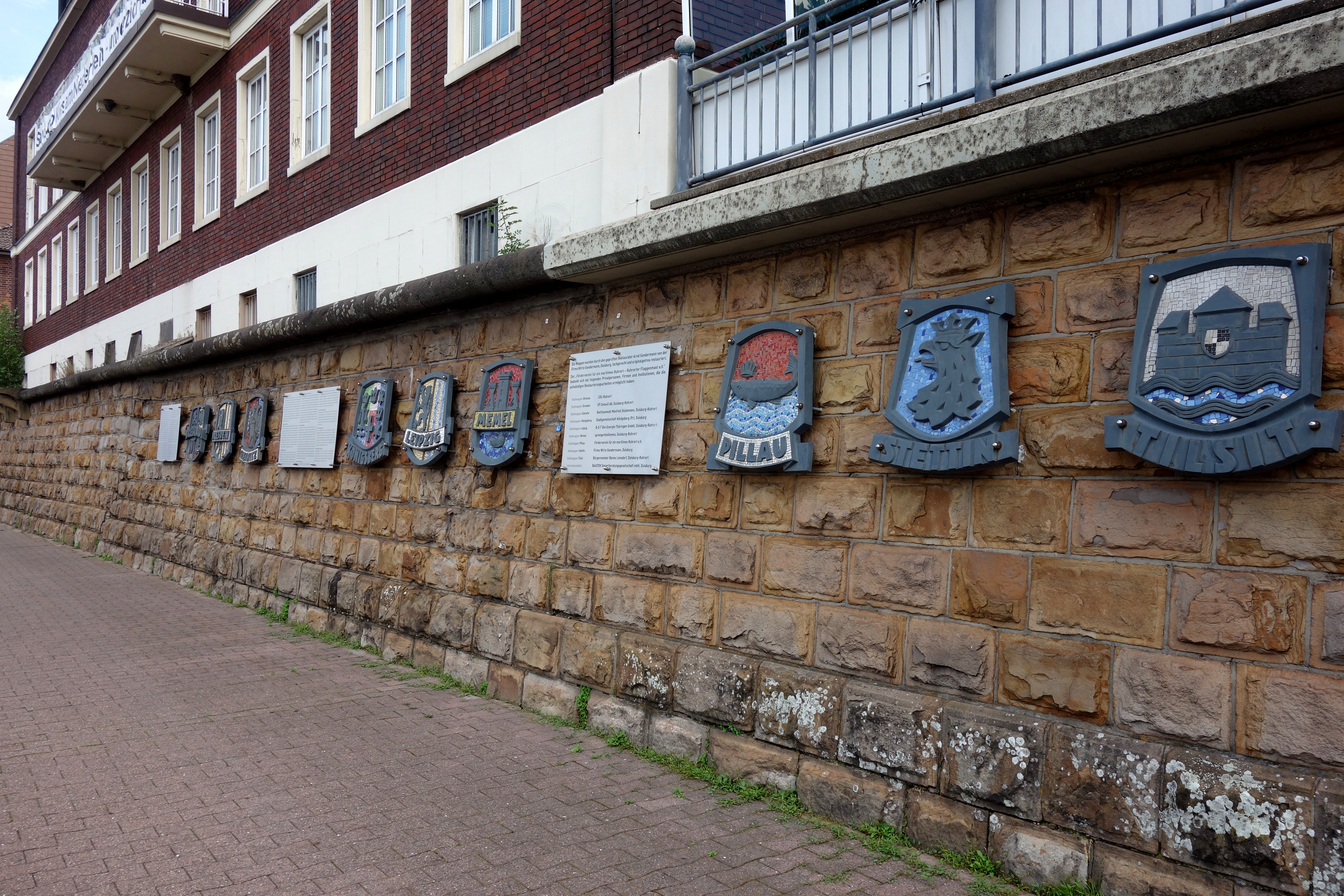
Städtewappen-Galerie am Leinpfad
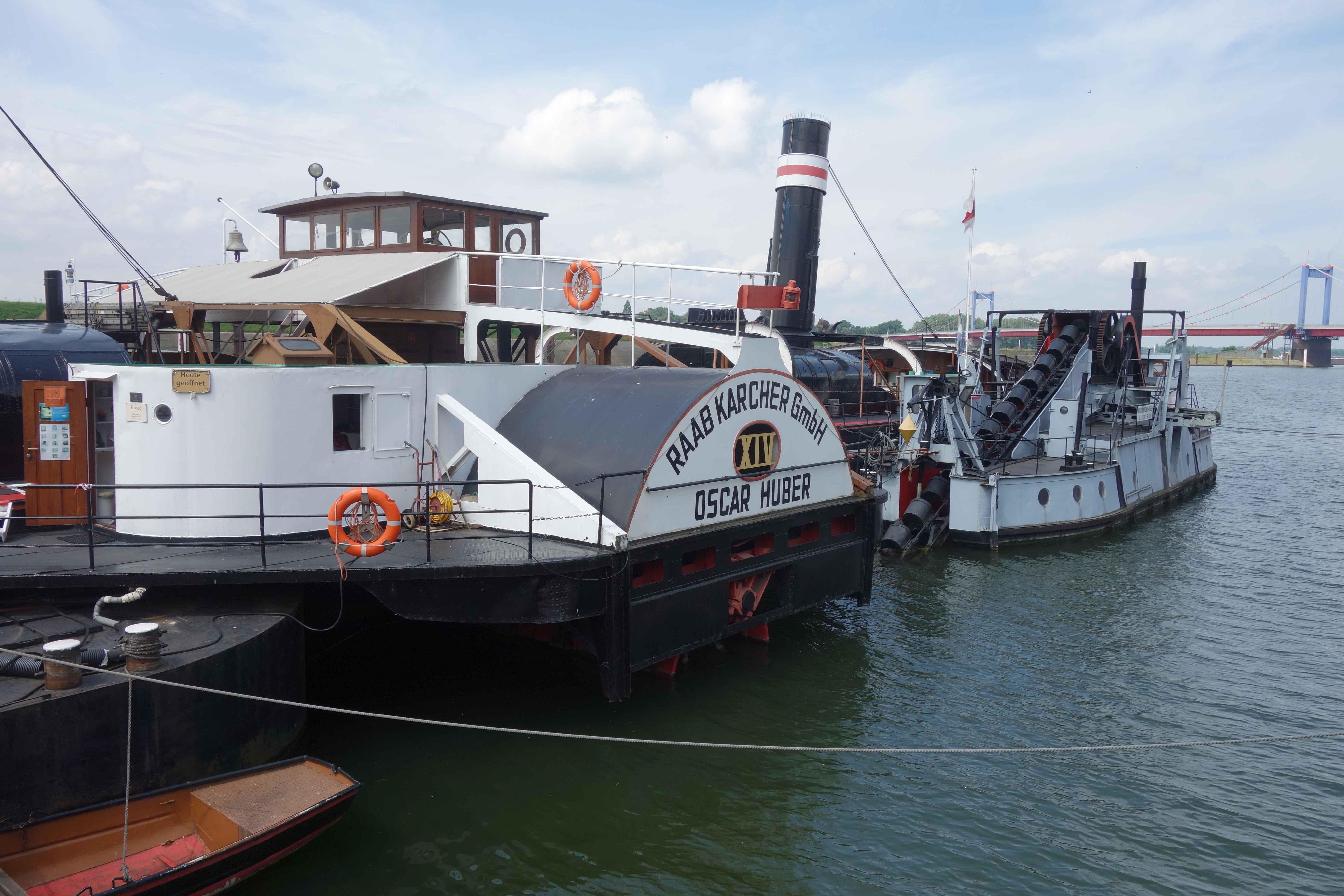
Raddampfer Oscar Huber der Firma Raab Karcher von 1882 mit Eimerkettenbagger (rechts)